# مهرداد پورابوالقاسم
مهرداد پورابوالقاسم (زاده ‎۲۱ اسفند ۱۳۷۶) بازیکن فوتبال ایرانی است.
او سابقه بازی در استقلال خوزستان و صنعت نفت آبادان را دارد.